# Akropola
Akropola (grško Acropolis) označuje utrjen, najvišji del starih grških mest. Akropolo so v mirnem času uporabljali za sedež uprave in več templjev, v vojnem času pa za trdnjavo, zadnjo črto obrambe mesta. 
Akropola (stara grščina: ἀκρόπολις, Akrópolis, iz ákros (άκρος) ali ákron (άκρον) "najvišja, najbolj oddaljena" in pólis "mesto")  je 
naselje, zlasti utrdba, zgrajena na območju povišanega terena, pogosto hriba s poševnimi brežinami, izbran za obrambo. V mnogih delih sveta je akropola postala jedro velikih mest klasične antike, kot je starodavni Rim, zato so včasih pomembna znamenitost v sodobnih mestih s starodavno preteklostjo.

## Uporaba v antiki
Beseda akropola v grščini dobesedno pomeni »zgornje mesto«, čeprav je povezana predvsem z grškimi mesti Atene, Argos (z Lariso), Tebe (s Kadmejo) in Korint (s svojim Akrokorintom), se lahko splošno uporablja za vse takšne utrdbe, vključno z Rimom, Jeruzalemom, keltsko Bratislavo, številnimi v Mali Aziji ali celo s skalnim gradom v Edinburghu. Primer na Irskem je Rock of Cashel. Akropola je tudi izraz, ki so ga uporabljali arheologi in zgodovinarji za mestna naselja kulture Castro, ki se nahajajo v severozahodnih Iberijskih hribih.
Najbolj znana je Akropola v Atenah , ki je zaradi svoje zgodovinske vloge in številnih znanih zgradb, ki so bile postavljene na njej (predvsem Partenon), znana brez dodatka imena kot Akropola. Čeprav je s poreklom iz celinske Grčije, se je model akropole v času arhaičnega obdobja hitro razširil v grške kolonije, kot je dorska Lato na Kreti

## Metaforična uporaba v moderni dobi
Zaradi svojega klasičnega helenističnega sloga so ruševine misijona San Juan Capistrano z veliko kamnito cerkvijo v Kaliforniji v Združenih državah Amerike imenovane "ameriška akropola". 
Drugi deli sveta so razvili druga imena za visoko citadelo ali alcázar, ki so pogosto okrepili naravno močno mesto. V osrednji Italiji se mnoge majhne podeželske občine še vedno zgrajene na temelju utrjenega naselja, znanega kot komuna La Rocca.
Izraz akropola se uporablja tudi za opis osrednjega kompleksa prekrivajočih se struktur, kot so trgi in piramide, v številnih majevskih mestih, vključno s Tikal in Copán.